# フィリップ・マクラーレン
フィリップ・マクラーレン（Philip McLaren、1943年 - ）は、オーストラリアの先住民族カミラロイ（Kamilaroi）の人物、テレビプロデューサー、小説家。男性。
舞台デザイナーやテレビプロデューサーとして活動していたが、1993年、49歳のときに『Sweet Water - Stolen Land』を発表し小説家デビューした。この作品は、オーストラリアのアボリジニとトレス海峡諸島民の文学作品を対象とするデイヴィッド・ウナイポン賞（アボリジニのデイヴィッド・ウナイポン（David Unaipon）に由来する）を受賞し、商業的にも成功した。数年後には同じく先住民作家であるドリス・ピルキングトンの『裸足の1500マイル』もヒットし、2人の活躍はオーストラリア先住民作家への人々の関心を高めた。
1995年に発表した第2作『Scream Black Murder』は、テレビ局に犯行予告をした上でアボリジニを殺害していく連続殺人犯をアボリジニの刑事が追うサスペンス小説で、フランス語訳も刊行されている。

## 作品リスト
英語で執筆。
- Sweet Water - Stolen Land (1993)
- Scream Black Murder (1995) - 第2章の一部分が『ジャーロ』11号（2003年春号）にケン・オカモト・カミンスキの訳で掲載された（日本語タイトルは「叫び」）。
- Lightning Mine (1999)
- There’ll be New Dreams (2001)